# Limonia dipinax
Limonia dipinax är en tvåvingeart som beskrevs av Alexander 1948. Limonia dipinax ingår i släktet Limonia och familjen småharkrankar. Inga underarter finns listade i Catalogue of Life.